# 養老温泉 (尾道市)
養老温泉（ようろうおんせん）は、広島県尾道市美ノ郷町三成にある温泉。

## 泉質
- 単純弱放射能冷鉱泉
  - 泉温　16.5℃
- 源泉温度が低いため、浴用に加熱している。

## 温泉地
尾道市街地を5キロ進んだ先の山間部を流れる藤井川沿いに、旅館3軒が佇む。そのうち、2軒が温泉を引いている。
2軒ともに日帰り入浴可能。3軒ともに夕食は瀬戸内海と山の幸の食材を利用している。
旅館
- 養老温泉本館
- 旅館浦島
- 竹村家別館

## 歴史
開湯は1960年（昭和35年）。酒を製造するための水を探している際に温泉が発見された。その直後に源泉である「養老温泉本館」が開業した。

## アクセス
鉄道
- JR山陽本線・尾道駅よりバスで20分、車で15分。山陽新幹線・新尾道駅よりバスで7分。

自動車
- 山陽自動車道尾道ICより国道184号経由、車で5分。